# 시판돈

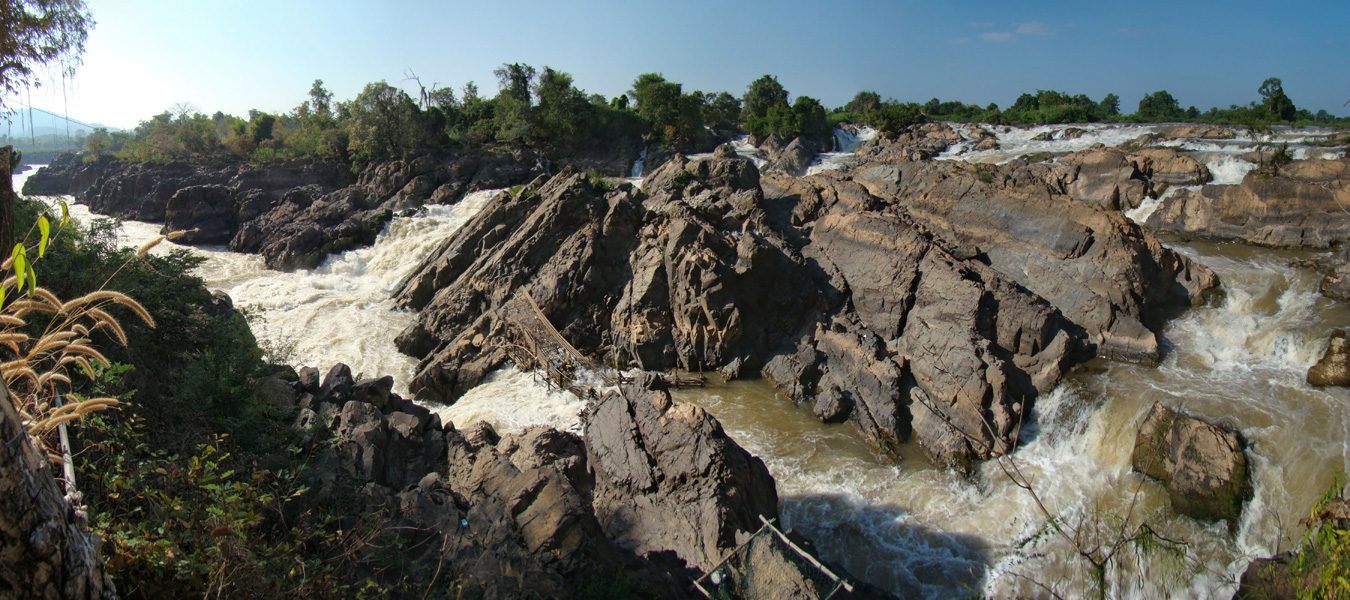

시판돈(라오어: ສີ່ພັນດອນ, 뜻: 4천 개의 섬)은 라오스 남부의 참파사크주 메콩강에 있는 군도다.